# Antoinette Spaak
Antoinette Spaak (ur. 27 czerwca 1928 w Etterbeek, zm. 28 sierpnia 2020 w Ixelles) – belgijska i walońska polityk oraz samorządowiec, przewodnicząca Demokratycznego Frontu Frankofonów (FDF), posłanka do Parlamentu Europejskiego I i IV kadencji.

## Życiorys
Studiowała filozofię i literaturę na Wolnym Uniwersytecie Brukselskim. W 1974 zaangażowała się w działalność FDF. W tym samym roku została wybrana do federalnej Izby Reprezentantów. Zasiadała w niej przez 20 lat do 1994. W 1977 stanęła na czele federalistów, stając się pierwszą kobietą w Belgii, która została przewodniczącą partii. Stanowisko to zajmowała do 1983.
Była również radną Ixelles (1982–2002) oraz przewodniczącą parlamentu wspólnoty francuskiej (1988–1992). W latach 1979–1984 i 1994–1999 była posłanką do Parlamentu Europejskiego. W I kadencji pozostawała deputowaną niezrzeszoną, w IV należała do frakcji liberalnej. Zasiadała do 2009 w parlamencie Regionu Stołecznego Brukseli. Działała na rzecz ścisłej współpracy francuskojęzycznych ugrupowań centrowych, wspierając działania, które doprowadziły do powołania Ruchu Reformatorskiego.
Odznaczona Krzyżem Wielkiego Oficera Orderu Leopolda, uhonorowana tytułem ministra stanu. Była córką Paula-Henriego Spaaka.